# Кодекс ведения переговоров со СМИ
Кодекс ведения переговоров со СМИ (англ. News Media Bargaining Code) (NMBC) — предложенный правительством Австралии новый закон, разработанный для того, чтобы крупные технологические платформы, работающие в Австралии, субсидировали местных новостных издателей за новостной контент, доступный на их платформах.
Проект закона возник в апреле 2020 года, когда правительство Австралии попросило Австралийскую комиссию по вопросам конкуренции и защите потребителей (ACCC) приступить к его разработке, он получило широкую поддержку в парламенте, но стойкое сопротивление со стороны Facebook и Google. Закон потребует от заинтересованных сторон количественно оценить, какой доход приносит наличие ссылок на новостные веб-сайты в социальных сетях, выплачивать эти доходы местным новостным издателям и согласиться на арбитраж в случае спора. Nine Network оценила эту сумму в 432 миллиона долларов.
18 февраля 2021 года Facebook удалил у себя посты официальных страниц австралийских СМИ, ссылающие пользователей на публикации. При попытке поделиться опубликованной на сайте СМИ новостью, платформа выдавала ошибку. Меры, предпринятые платформой, были ответом на предложенный закон.